# Schott AG
Nota: Para outros significados de Schott, veja Schott

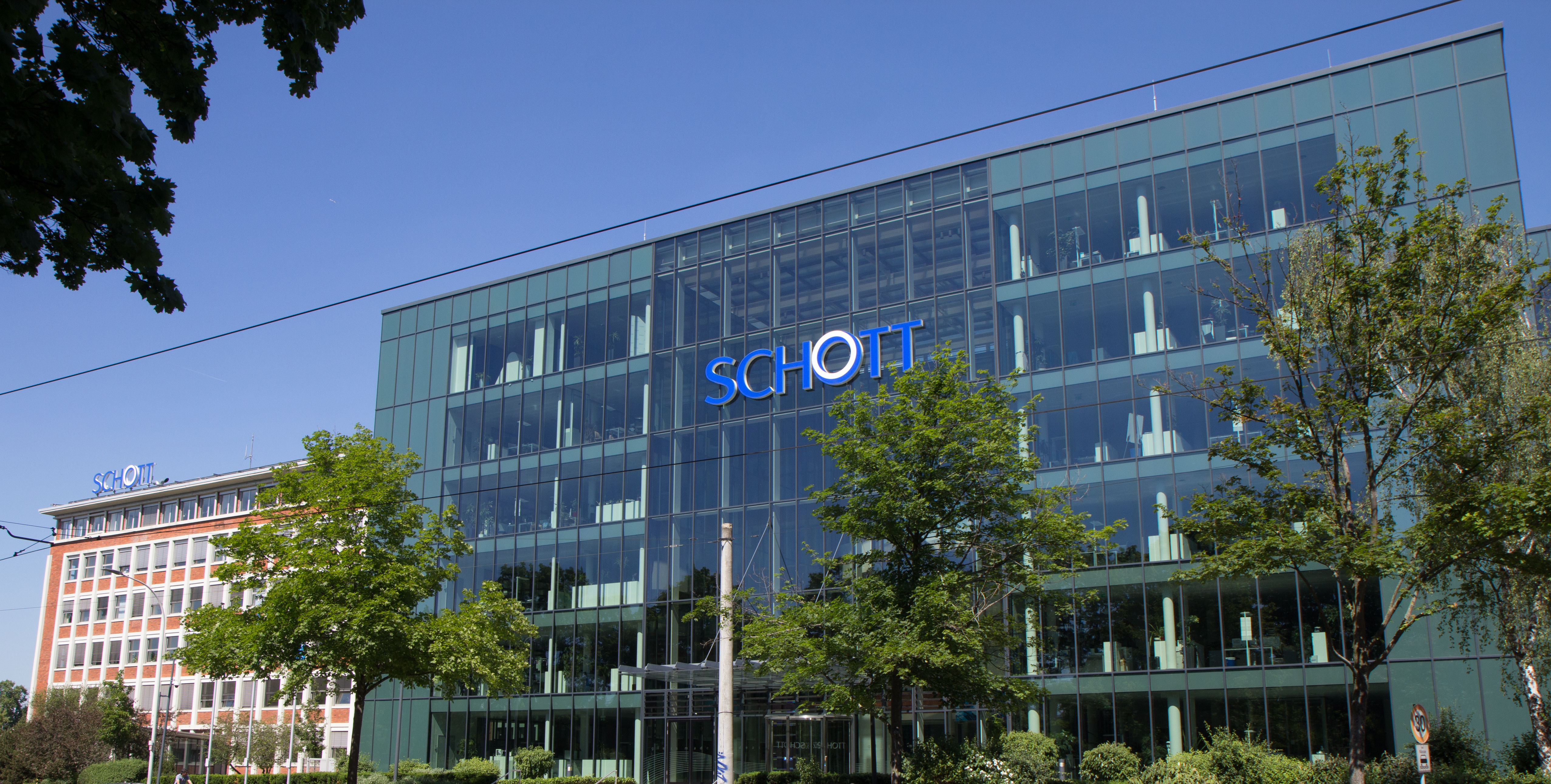
SCHOTT AG, Mainz

Schott AG, fundada em 1884, com sede em Mainz, Alemanha, é um grupo alemão de atuação internacional. Seu principal negócio é a fabricação de vidros especiais. Suas principais áreas são de aplicação em tecnologias para o mercado farmacêutico, de eletrônicos, óptica, fibra óptica, energia solar, transporte e outros.

## Ligação externa
- Site oficial